# 大日坊
大日坊（だいにちぼう）は、山形県鶴岡市にある真言宗豊山派の寺院。山号は湯殿山。院号は金剛院。寺号は瀧水寺。本尊は湯殿山権現。国の重要文化財「銅造如来立像」（6 - 7世紀頃の制作と推定）がある。正式には湯殿山総本寺瀧水寺金剛院大網大日坊と称する。宗教法人としての登録名は「湯殿山総本寺大網大日坊」。

## 歴史
寺伝によれば807年（大同2年）空海が開山し、その弟子である渡海が開基と伝えられる。出羽三山参道のうち大網口に位置している。出羽三山神社では蜂子皇子を出羽三山の開祖としているが、大日坊及び注連寺では空海を開祖としている。大網の名は、湯殿山の本地仏である大日如来と月山の本地仏である阿弥陀如来を掛け合わせた「大阿弥」から来ており、地元では、大網を「空海によって聖地として定められ、清められた地」としており、湯殿山を高野山と対になる聖地としている。
湯殿山派4か寺の1寺であり、表口別当として古くから出羽三山に対する山岳信仰・修験道の寺のひとつとして栄えた。
かつては、春日局の寄進で1640年（寛永17年）に建てられた、3間四方の堂に、徳川家光の武運長久を祈願した本尊が安置されていたと言う。
この寺には、1786年（天明6年）に96歳で没した真如海上人の即身仏（厳しい修行の末に体内から脂肪や水分を落とし、身体内の窒素率を消耗しつくし、 腐敗雑菌の発生を防ぎ朽ちない身となり土の中に入って断食死し、その後数年後に掘り出されたもの）がある。
明治時代の神仏分離により、仏教寺院として出羽三山から独立した。また、1936年（昭和11年）に、地すべりが発生したため、現在の場所へ移転している。

## 本尊
本尊である湯殿山権現は、「金胎両部大日如来坐像」とも呼ばれる。出羽三山は、古来より女人禁制の山とされ、女人の入山が出来ず、別当寺が湯殿山の女人参詣所でもあった。寺伝では、大日坊の開祖空海が女人を哀れみ、湯殿山大権現を自ら彫ったと伝えている。本尊は秘仏とされ、丑歳と未歳にのみ開帳されている。

## 文化財

### 重要文化財
銅造如来立像 - 飛鳥時代（2008年重文指定）

### 県指定
皇壇の杉
大日坊の奥に、地すべりによって移転する以前に大日坊があった故地がある。この杉はその故地にあり、高さ27 m、根回り8 mあり、山形県指定天然記念物に指定されている。景行天皇の皇子、御諸別皇子を偲んで植えられたとされている。
寺伝によると、空海が唐より帰国の際に、聖地とすべき場所を念じ、三鈷杵と五鈷杵を日本に向かって投げたが、三鈷杵は高野山の三鈷の松に掛かり、五鈷杵は大網の皇檀の杉に掛かったという。
この杉は、地元では、大網の発祥として大切にされている。